# Thales LMM
Die Thales LLM ist eine von der Thales Group im Auftrag des britischen Verteidigungsministeriums entwickelte Lightweight Multirole Missile (LMM; ‚leichter Mehrzweckflugkörper‘; lokale Bezeichnung Martlet), eine modular aufgebaute Lenkwaffe zur Bekämpfung von See-, Land- und Luftzielen. Verschiedene Versionen können von Schiffen, unbemannten Luftfahrzeugen, Hubschraubern, Fahrzeugen oder von der Schulter gestartet werden.

## Entwicklung
Die LMM entstand im Rahmen der Ausschreibung Future Anti-Surface Guided Weapon (FASGW) des britischen Ministry of Defence (MoD) in den 2000er Jahren. Das FASGW-Programm war Teil der Team Complex Weapon Initiative – eines Programms, das über sechs Jahre lief und mit 74 Millionen Pfund Sterling veranschlagt war. Das eigentliche FASGW-Programm ist in zwei Teile gesplittet – eine schwere Variante FASGW(H) für Heavy (Sea Venom) und FASGW(L) für Light. Für FASGW(L) wurde von der Thales Group die LMM entwickelt. Öffentlich vorgestellt wurde das LMM-Konzept im Januar 2007 als eine in verschiedenen Rollen einsetzbare, kostengünstige Lenkwaffe. Die Entwicklung begann 2008 und dauerte drei Jahre. Am 13. Mai 2011 gab Thales den Produktionsbeginn der LMM bekannt. Im Jahr 2013 wurden die ersten Lenkwaffen zu Integrations- und Testzwecken an die Streitkräfte des Vereinigten Königreichs ausgeliefert. Eine erste Bestellung umfasste die Lieferung von 1.000 LMM.

## Technik

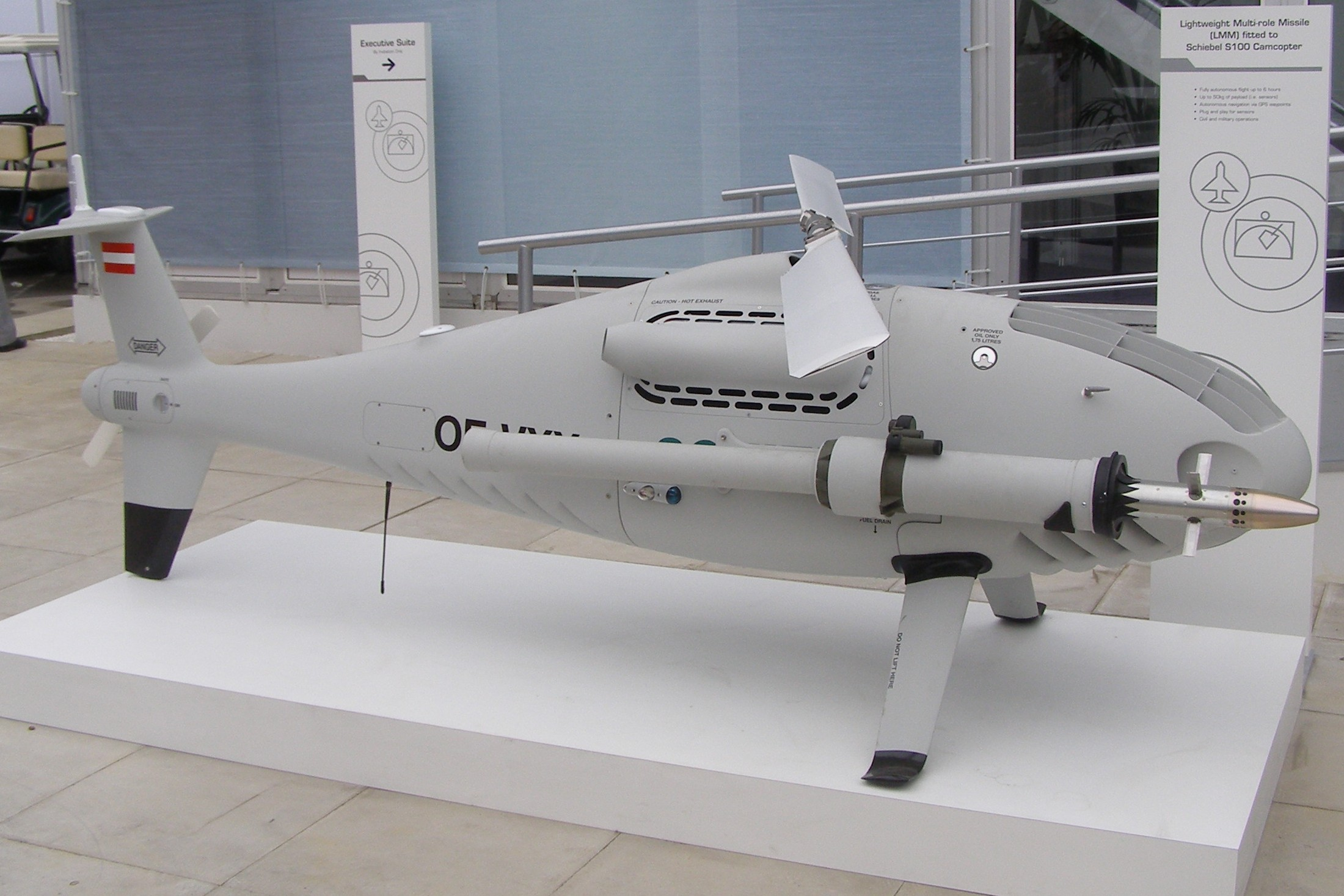
Camcopter S-100, bestückt mit einer Lightweight Multirole Missile, Farnborough Airshow, 2008

Die LMM basiert auf den Flugabwehrraketen Starstreak und Starburst. Von letzteren stammen der Flugkörperrumpf, die Steuer- und Lenkeinheit sowie das Feststoffraketentriebwerk. LMM ist modular aufgebaut. So können verschiedene Spreng- und Suchköpfe miteinander kombiniert werden. Es existieren folgende Suchkopfoptionen: halbaktive Laserzielsuche, kombinierte INS- / GPS-Lenkung oder ein Infrarotsuchkopf. Folgende Sprengköpfe stehen zur Auswahl: ein kombinierter Hohlladungs- und Splittergefechtskopf, ein thermobarer Sprengkopf sowie ein Sprengkopf mit verringerter Letalität. Die Sprengköpfe werden durch einen Aufschlagzünder oder durch einen Laser-Annäherungzünder ausgelöst. Durch den Einsatz bewährter Bauteile sowie den modularen Aufbau sollen die Kosten der LMM 60–70 % weniger als die einer AGM-114 Hellfire betragen.
Die Lenkwaffen werden in versiegelten GFK-Transport- und Startbehältern aus dem Werk ausgeliefert. LMM kann von kleinen Schnellbooten, unbemannten Luftfahrzeugen, Hubschraubern, Fahrzeugen oder schultergestützt gestartet werden. So kann der Hubschrauber AgustaWestland AW159 der Royal Navy mit bis zu 10–14 (2 × 5–7) LMM bestückt werden. LMM kann an Drohnen – wie dem von Schiebel entwickelten Camcopter S-100 (2 Stück) sowie der BAe Fury (2 Stück) – genutzt werden. Ein weiterer Kandidat für die künftige Nutzung ist der Kampfhubschrauber Westland WAH-64 Apache. Daneben kommt LMM auf dem Waffenturm Seahawk SIGMA zum Einsatz. Dieser Waffenturm verfügt neben einer 30-mm-Maschinenkanone über sieben LMM. Mit den türkischen Rüstungsunternehmen Aselsan und Yonca-Onuk entwickelt Thales zusammen die MSL-Startplattform, die vier LMM aufnehmen und auf Flugkörperschnell- oder Patrouillenbooten eingesetzt werden kann.

## Einsatz
Der erste Kampfeinsatz erfolgte im Rahmen vom Russischen Überfall auf die Ukraine 2022. Die Ukrainischen Streitkräfte setzten die LMM als MANPADS zur Luftverteidigung ein.

## Verbreitung
- Indonesien[5]
- Saudi-Arabien[6]
- Taiwan[7]
- Ukraine – Im Rahmen der Auslandshilfen für die Ukraine aus britischen Beständen geliefert.[1][3][4]
- Vereinigtes Königreich – Lokale Bezeichnung Martlet